# لاين جنكينز
لاين جنكينز (بالإنجليزية: Iain Jenkins)‏ (24 نوفمبر 1972 في المملكة المتحدة - ) هو مدرب كرة قدم ولاعب كرة قدم بريطاني في مركز الدفاع. شارك مع منتخب إيرلندا الشمالية لكرة القدم من الدرجة الثانية ‏ ومنتخب أيرلندا الشمالية لكرة القدم. أما مع النوادي، فقد لعب مع برادفورد سيتي ودندي يونايتد وشروزبري تاون ونادي إيفرتون ونادي تشستر سيتي.

## وصلات خارجية
- لاين جنكينز على موقع قاعدة بيانات كرة القدم.إي يو (الإنجليزية)
- لاين جنكينز على موقع Soccerbase.com (لاعب) (الإنجليزية)
- لاين جنكينز على موقع عالم كرة القدم.نت (الإنجليزية)